# Дреновак, Александр
Александр Дреновак (серб. Александар Дреновак / Aleksandar Drenovak; 30 декабря 1983, Врнячка-Баня) — сербский боксёр средней и полусредней весовых категорий. Выступает за сборную Сербии начиная с 2006 года, участник летних Олимпийских игр в Лондоне, бронзовый призёр чемпионата мира среди студентов, победитель многих международных турниров и национальных первенств.

## Биография
Александр Дреновак родился 30 декабря 1983 года в городе Врнячка-Баня Рашского округа Югославии. Активно заниматься боксом начал с раннего детства, первое время тренировался под руководством собственного отца, который в прошлом так же был боксёром. Проходил подготовку в Панчево в местном спортивном клубе «Динамо».
Первого серьёзного успеха на взрослом международном уровне добился в сезоне 2006 года, когда вошёл в состав сербской национальной сборной и побывал на чемпионате мира среди студентов в Алма-Ате, откуда привёз награду бронзового достоинства, выигранную в полусредней весовой категории. В 2008 году впервые стал чемпионом Сербии по боксу.
В 2010 году поднялся в средний вес и вновь одержал победу в зачёте сербского национального первенства. Год спустя выступил на чемпионате мира в Баку, сумел дойти здесь до стадии четвертьфиналов, где со счётом 15:34 потерпел поражение от представителя Украины Евгения Хитрова, которому в итоге и досталось золото мирового первенства.
Благодаря удачному выступлению на чемпионате мира удостоился права защищать честь страны на летних Олимпийских играх 2012 года в Лондоне (это первое попадание сербского боксёра на Олимпиаду за последние двенадцать лет, последний раз от Сербии в олимпийской программе выступал Геард Аетович в 2000 году). Дреновак выиграл свой первый поединок против эквадорца Марло Дельгадо со счётом 13:12, но затем во втором раунде 11:20 уступил турку Адему Кылыччи.
После лондонской Олимпиады Александр Дреновак остался в основном составе сербской национальной сборной и продолжил принимать участие в крупнейших международных турнирах. Так, в 2013 году он боксировал на чемпионате мира в Алма-Ате, дошёл здесь до стадии 1/8 финала, где со счётом 0:3 проиграл Азизбеку Абдугофурову из Узбекистана. При этом на чемпионате Европы в Минске в четвертьфинальном бою был остановлен венгром Золтаном Харча. В 2014 и 2016 годах снова становился чемпионом Сербии в среднем весе, участвовал в первых Европейских играх в Баку. Пытался пройти отбор на Олимпийские игры в Рио-де-Жанейро, но неудачно выступил на европейском квалификационном турнире в Турции и не смог отобраться на Игры.